# Коротеньков, Анатолий Романович
Анатолий Романович Коротеньков (род. 1938) — советский сталевар, Герой Социалистического Труда (1986).

## Биография
Родился в 1938 году в деревне Логиново Абатского района Омской (ныне Тюменской) области, окончил ремесленное училище в 1954 году. С 1958 года по 1963 год – служил в Советской Армии.
На заводе «Электросталь» с 1963 года: работал младшим крановщиком, через полгода – подручным сталевара, с 1966 года – сталевар, затем мастер бригадиров в первом сталеплавильном цехе.
За выдающиеся производственные достижения, досрочное выполнение заданий одиннадцатой пятилетки и социалистических обязательств, за проявленную трудовую доблесть 29 апреля 1986 года А. Р. Коротенькову присвоено звание Героя Социалистического Труда.
В XI пятилетке бригада А. Р. Коротенькова выплавила 570 тонн сверхпланового металла, существенно снижен процент брака по сравнению с X пятилеткой, сэкономлены легирующие материалы, электроэнергия.
Депутат Совета Союза Верховного Совета СССР 10—11 созывов (1979—1989) от Московской области. Член КПСС, делегат XXV и XXVI съездов КПСС. Делегат XVII съезда профсоюзов.
Проживает в городе Электросталь.

## Награды
- Герой Социалистического Труда (1986)
- Орден Ленина (1985)
- Орден Октябрьской Революции
- Орден Трудового Красного Знамени